# People Like You Records
People Like You Records (früher auch: I Used To Fuck People Like You In Prison Records) war ein deutsches Rock-’n’-Roll- und Punkrock-Label mit Sitz in Dortmund. Das Unternehmen arbeitete zwar eigenständig, gehörte aber zu Century Media.

## Geschichte und Ausrichtung
Das Label wurde 1999 von Andre Bahr gegründet und ging aus einem Szene-Plattenladen hervor. Anfangs veröffentlichte es noch Stonerrock, mittlerweile liegt der Schwerpunkt allerdings auf Rockabilly, Psychobilly und Streetpunk.
Neben den Werken von bei People Like You selbst unter Vertrag stehenden Künstlern sind unter den mittlerweile (Stand: Februar 2007) rund 130 Veröffentlichungen auch lizenzierte Platten der amerikanischen Partnerlabels Meteor City, TKO Records und Disaster Records (Label des U.S.-Bombs-Frontmanns Duane Peters).
Seit 2003 wird eine jährlich stattfindende Festival-Tour veranstaltet. Einen Überblick über das People-Like-You-Programm verschafft die Sampler-Reihe Where The Bad Boys Rock, die alle aktiven Bands des Labels vorstellt.
2015 übernahm der ehemalige GUN Records-Geschäftsführer Wolfgang Funk die Rolle des Geschäftsführers bei People Like You.

## Bands (Auswahl)
People Like You Records hat oder hatte unter anderem folgende Künstler unter Vertrag:
- Blitzkid
- Bloodlights
- The Bones
- Born to Lose
- Broilers
- Callejon
- Deadline
- Demented Are Go
- Gluecifer
- KMPFSPRT
- Mad Sin
- The Meteors
- The Peacocks
- Red Aim
- Roger Miret and the Disasters
- Rogers
- Slime
- StaatsPunkrott
- Toxpack
- U.S. Bombs
- ZSK